# Маме Бірам Діуф
Маме Бірам Діуф (фр. Mame Biram Diouf, нар. 16 грудня 1987, Дакар, Сенегал) — сенегальський футболіст, нападник клубу «Коньяспор». Грав за національну збірну Сенегалу.

## Клубна кар'єра
Вихованець футбольної школи клубу «Діараф».

### «Молде»
У січні 2007 року він перейшов у норвезький клуб «Молде», якому в тому ж сезоні допоміг виграти другий дивізіон та вийти до Тіппеліги. У серпні 2008 року в пресі з'явилися повідомлення про інтерес до Діуфа з боку ряду клубів, включаючи «Бранн», «Арсенал», «Феєнорд», «Гронінген», «Вест Бромвіч Альбіон» і «Ред Булл Зальцбург». 12 липня 2009 року Діуф зробив «хет-трик» у перші 9 хвилин матчу проти «Бранна», а на 27-й хвилині забив свій четвертий гол. «Молде» виграв у цьому матчі з рахунком 5:2.
У травні 2009 року кілька клубів висунули пропозиції про трансфер Діуфа, а 17 липня було офіційно оголошено про перехід гравця до англійського «Манчестер Юнайтед». За умовами угоди між клубами, Діуф повинен був провести залишок сезону 2009 року в «Молде», а в січні 2010 року здійснити фактичний перехід в «Манчестер Юнайтед».

### «Манчестер Юнайтед»
В кінці 2009 року Діуф отримав дозвіл на роботу у Великій Британії, а на початку січня 2010 року був зареєстрований для участі в англійській Прем'єр-лізі. У клубі Діуф отримав футболку з номером «32».

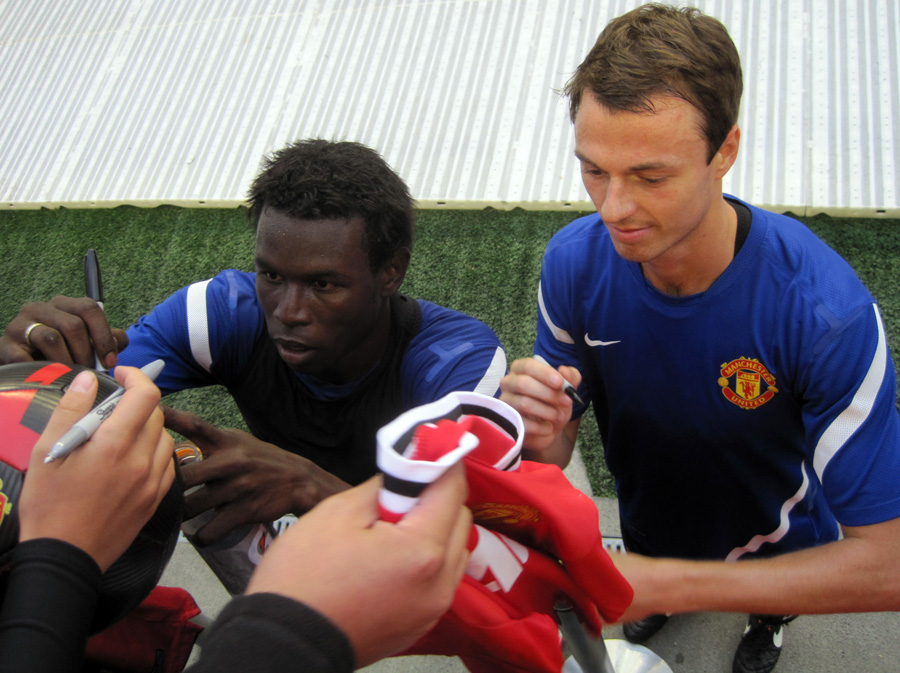
Діуф (ліворуч) і Джонні Еванс роздають автографи вболівальникам «Манчестер Юнайтед». 23 липня 2011

16 січня 2010 року в матчі Прем'єр-ліги проти «Бернлі» Діуф дебютував у складі манкуніанців, вийшовши на поле на заміну на 74-й хвилині замість Вейна Руні при рахунку 2:0 на користь «Юнайтед». Вже в компенсований час він відзначився голом, замкнувши головою передачу Антоніо Валенсії. У наступному місяці сенегалець з командою став володарем Кубка англійської ліги, хоча у фінальному матчі проти «Астон Вілли» залишився на лаві запасних. Всього ж до кінця сезону Діуф зфграв у 5 матчах Прем'єр-ліги та в одній грі кубка ліги, виходячи виключно на заміни.
6 серпня 2010 року Діуф перейшов в «Блекберн Роверс» на правах оренди строком на один сезон. 24 серпня 2010 року зробив хет-трик у матчі Кубка Ліги проти «Норвіч Сіті», який завершився з рахунком 3:1. Загалом за сезон у «Роверз» Діуф провів 26 матчів у чемпіонаті (3 голи), одну гру у національному кубку і дві у кубку ліги (3 голи).
Влітку 2011 року сенегалець повернувся в «Манчестер Юнайтед», але знову закріпитися в команді не зумів, зігравши до кінця року лише три матчі у Кубку Футбольної ліги.

### «Ганновер 96»
28 січня 2012 року перейшов у німецький «Ганновер 96», підписавши з клубом контракт на 2,5 роки. У новій команді Діуф дебютував у Єврокубках і виступав до завершення контракту.

### «Сток Сіті»
Влітку 2014 року на правах вільного агента підписав контракт з англійським «Сток Сіті». 30 серпня 2014 року забив свій перший гол за «Сток Сіті» у ворота «Манчестер Сіті». Наразі встиг відіграти за команду з міста Сток-он-Трент понад 100 матчів у національному чемпіонаті.

## Виступи за збірні
Протягом 2004–2007 років залучався до складу молодіжної збірної Сенегалу. На молодіжному рівні зіграв у 18 офіційних матчах, забив 7 голів.
12 серпня 2009 року дебютував в офіційних іграх у складі національної збірної Сенегалу у товариському матчі проти збірної Демократичної Республіки Конго, який відбувся у французькому місті Блуа і завершився перемогою сенегальців з рахунком 2:1. Діуф вийшов на поле в стартовому складі і був замінений на 70-й хвилині. Свій перший гол за збірну він забив через рік, 11 серпня 2010 року, в матчі проти збірної Кабо-Верде, який завершився з рахунком 1:0.
У складі збірної був учасником Кубка африканських націй 2015 року в Екваторіальній Гвінеї, на якому зіграв у всіх трьох матчах групового етапу, але сенегальці не змогли вийти з групи.
| Дата       | Місто          | Господарі        | Результат               | Гості                | Турнір                                      | Голи | Примітки |
| ---------- | -------------- | ---------------- | ----------------------- | -------------------- | ------------------------------------------- | ---- | -------- |
| 12/08/2009 | Кіншаса        | ДР Конго         | 1 – 2                   | Сенегал              | товариський матч                            | -    |          |
| 05/09/2009 | Кабінда        | Ангола           | 1 – 1                   | Сенегал              | товариський матч                            | -    |          |
| 14/10/2009 | Сеул           | Південна Корея   | 2 – 0                   | Сенегал              | товариський матч                            | -    |          |
| 03/03/2010 | Афіни          | Греція           | 0 – 2                   | Сенегал              | товариський матч                            | -    |          |
| 27/05/2010 | Ольборг        | Данія            | 2 – 0                   | Сенегал              | товариський матч                            | -    |          |
| 11/08/2010 | Дакар          | Сенегал          | 1 – 0                   | Кабо-Верде           | товариський матч                            | 1    |          |
| 09/10/2010 | Дакар          | Сенегал          | 7 – 0                   | Маврикій             | Відбір до Кубка африканських націй 2012     | -    |          |
| 17/11/2010 | Париж          | Сенегал          | 2 – 1                   | Габон                | товариський матч                            | -    |          |
| 09/02/2011 | Дакар          | Сенегал          | 3 – 0                   | Гвінея               | товариський матч                            | -    |          |
| 26/03/2011 | Дакар          | Сенегал          | 1 – 0                   | Камерун              | Відбір до Кубка африканських націй 2012     | -    |          |
| 10/08/2011 | Дакар          | Сенегал          | 0 – 2                   | Марокко              | товариський матч                            | -    |          |
| 09/10/2011 | Кюрпіп         | Маврикій         | 0 – 2                   | Сенегал              | Відбір до Кубка африканських націй 2012     | -    |          |
| 11/11/2011 | Мант-ла-Віль   | Сенегал          | 4 – 1                   | Гвінея               | товариський матч                            | 1    |          |
| 29/02/2012 | Дурбан         | ПАР              | 0 – 0                   | Сенегал              | товариський матч                            | -    | 90+5'    |
| 05/02/2013 | Сен-Ле-ла-Форе | Сенегал          | 1 – 1                   | Гвінея               | товариський матч                            | -    |          |
| 23/03/2013 | Конакрі        | Сенегал          | 1 – 1                   | Ангола               | Відбір до ЧС 2014                           | -    |          |
| 08/06/2013 | Луанда         | Ангола           | 1 – 1                   | Сенегал              | Відбір до ЧС 2014                           | -    |          |
| 14/08/2013 | Сен-Ле-ла-Форе | Замбія           | 1 – 1                   | Сенегал              | товариський матч                            | -    |          |
| 07/09/2013 | Дакар          | Сенегал          | 1 – 0                   | Уганда               | Відбір до ЧС 2014                           | -    |          |
| 16/09/2013 | Касабланка     | Сенегал          | 1 – 1                   | Кот-д'Івуар          | Відбір до ЧС 2014                           | -    |          |
| 05/09/2014 | Дакар          | Сенегал          | 2 – 0                   | Єгипет               | Відбір до Кубка африканських націй 2015     | 1    |          |
| 10/09/2014 | Габороне       | Ботсвана         | 0 – 2                   | Сенегал              | Відбір до Кубка африканських націй 2015     | -    |          |
| 15/11/2014 | Каїр           | Єгипет           | 0 – 1                   | Сенегал              | Відбір до Кубка африканських націй 2015     | 1    |          |
| 19/11/2014 | Дакар          | Сенегал          | 3 – 0                   | Ботсвана             | Відбір до Кубка африканських націй 2015     | -    |          |
| 09/01/2015 | Касабланка     | Сенегал          | 1 – 0                   | Габон                | товариський матч                            | -    |          |
| 19/01/2015 | Монгомо        | Гана             | 1 – 2                   | Сенегал              | Кубок африканських націй 2015 - 1-й етап    | 1    |          |
| 23/01/2015 | Монгомо        | ПАР              | 1 – 1                   | Сенегал              | Кубок африканських націй 2015 - 1-й етап    | -    |          |
| 27/01/2015 | Малабо         | Сенегал          | 0 – 2                   | Алжир                | Кубок африканських націй 2015 - 1-й етап    | -    |          |
| 13/06/2015 | Дакар          | Сенегал          | 3 – 1                   | Бурунді              | Відбір до Кубка африканських націй 2017     | 1    |          |
| 13/11/2015 | Антананаріву   | Мадагаскар       | 2 – 2                   | Сенегал              | Відбір до ЧС 2018                           | 1    |          |
| 17/11/2015 | Дакар          | Сенегал          | 3 – 0                   | Мадагаскар           | Відбір до ЧС 2018                           | 1    |          |
| 26/3/2016  | Дакар          | Сенегал          | 2 – 0                   | Нігер                | Відбір до Кубка африканських націй 2017     | -    |          |
| 29/3/2016  | Ніамей         | Нігер            | 1 – 2                   | Сенегал              | Відбір до Кубка африканських націй 2017     | -    |          |
| 28/5/2016  | Кігалі         | Руанда           | 0 – 2                   | Сенегал              | товариський матч                            | 1    | 49'      |
| 4/6/2016   | Бужумбура      | Бурунді          | 0 – 2                   | Сенегал              | Відбір до Кубка африканських націй 2017     | 1    |          |
| 3/9/2016   | Дакар          | Сенегал          | 2 – 0                   | Намібія              | Відбір до Кубка африканських націй 2017     | -    | 73'      |
| 12/11/2016 | Полокване      | ПАР              | 2 – 1                   | Сенегал              | Відбір до ЧС 2018                           | -    | 60'      |
| 11/1/2017  | Браззавіль     | Республіка Конго | 0 – 2                   | Сенегал              | товариський матч                            | -    |          |
| 15/1/2017  | Франсвіль      | Туніс            | 0 – 2                   | Сенегал              | Кубок африканських націй 2017 - 1-й етап    | -    |          |
| 19/1/2017  | Франсвіль      | Сенегал          | 2 – 0                   | Зімбабве             | Кубок африканських націй 2017 - 1-й етап    | -    | 62'      |
| 29/1/2017  | Франсвіль      | Сенегал          | 0 – 0 д.ч. (4 - 5 п.п.) | Камерун              | Кубок африканських націй 2017 - чвертьфінал | -    | 64' 13'  |
| 23/3/2017  | Лондон         | Нігерія          | 1 – 1                   | Сенегал              | товариський матч                            | -    |          |
| 6/6/2017   | Дакар          | Сенегал          | 0 – 0                   | Уганда               | товариський матч                            | -    | 57'      |
| 10/6/2017  | Дакар          | Сенегал          | 3 – 0                   | Екваторіальна Гвінея | Відбір до Кубка африканських націй 2019     | -    | 66'      |
| 27/03/2018 | Гавр           | Сенегал          | 0 – 0                   | Боснія і Герцеговина | товариський матч                            | -    | 68'      |
| 31/05/2018 | Люксембург     | Люксембург       | 0 – 0                   | Сенегал              | товариський матч                            | -    | 46'      |
| 08/06/2018 | Осієк          | Хорватія         | 2 – 1                   | Сенегал              | товариський матч                            | -    | 75'      |
| 11/06/2018 | Гредіг         | Південна Корея   | 0 – 2                   | Сенегал              | товариський матч                            | -    | 81'      |
| 19/06/2018 | Москва         | Польща           | 1 – 2                   | Сенегал              | ЧС 2018 - 1-й етап                          | -    | 62'      |
| 24/06/2018 | Єкатеринбург   | Японія           | 2 – 2                   | Сенегал              | ЧС 2018 - 1-й етап                          | -    | 86'      |
| Усього     |                | Матчів           | 51                      |                      | Голів                                       | 10   |          |

## Титули і досягнення
- Володар Кубка Футбольної ліги (1):

«Манчестер Юнайтед»: 2009-10